# Recupero (chimica)
In chimica analitica il recupero è un parametro che indica la quantità di analita determinata da un metodo di analisi rispetto alla quantità totale. Permette di determinare perdite di analita durante la procedura analitica, oltre a essere un modo in cui esprimere l'accuratezza.

## Determinazione
Il recupero si valuta misurando concentrazioni di analita aggiunte a campioni reali (campioni spiked).
Recupero(%) = [( C1 - C2 ) / C3 ]·100
dove:
- C1: concentrazione dell'analita misurata dopo l'aggiunta
- C2: concentrazione dell'analita misurata prima dell'aggiunta
- C3: concentrazione aggiunta

Tanto più il recupero è prossimo al 100% tanto il risultato è buono sebbene un recupero del 100% non indichi necessariamente l'assenza di errori. Il risultato finale dell'analisi può essere espresso tenendo conto della correzione apportata in funzione del recupero. È possibile ottenere anche valori superiori al 100%.
Solitamente un metodo analitico prescrive che si debba rientrare entro un ben definito intervallo di valori di recupero.